# José Antonio Redondo

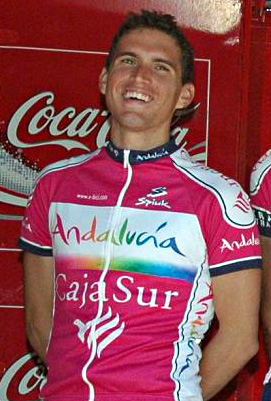
José Antonio Redondo

José Antonio Redondo Ramos (* 5. März 1985) ist ein spanischer Radrennfahrer.

## Karriere
José Antonio Redondo begann seine Karriere 2006 bei dem spanischen ProTeam Liberty Seguros-Würth. Im Dopingskandal um Eufemiano Fuentes war er einer der wenigen Spanier aus der Mannschaft, die nicht mit dem Arzt in Verbindung gebracht wurden. Die Mannschaft wurde Mitte der Saison in Astana umbenannt. Bei der Vuelta a España belegte er auf dem 16. Teilstück den neunten Rang hinter dem Etappensieger Igor Antón.
José Antonio Redondo wurde am 13. März 2009 bei der Trainingskontrolle positiv auf Doping getestet. Die UCI sperrte ihn daraufhin für zwei Jahre bis zum 27. April 2011.

## Teams
- 2006 Astana
- 2007 Astana
- 2008 Andalucía-Cajasur
- 2009 Andalucía-Cajasur (bis 31.08.)